# رئيس ولايات ميكرونيزيا الموحدة
رئيس ولايات ميكرونيسيا المتحدة هو رئيس الدولة وحكومة ولايات ميكرونيسيا المتحدة (FSM). رئيس ولايات ميكرونيسيا المتحدة، بحكم منصبه، هو رئيس مجلس الوزراء في ولايات ميكرونيسيا المتحدة وهو المسؤول عن إدارة وتشغيل الحكومة الوطنية. يتم مساعدة الرئيس من قبل نائب الرئيس، وكلاهما يتم انتخابهما من قبل كونغرس ولايات ميكرونيسيا المتحدة من بين الأعضاء العامين لخدمة فترات مدتها أربع سنوات. الرئيس الحالي والعاشر لولايات ميكرونيسيا المتحدة هو ويسلي سيمينا، الذي حل محل ديفيد بانويلو في 11 مايو 2023.

## المؤهلات
وفقًا للمادة 10 من دستور ولايات ميكرونيسيا المتحدة، الأشخاص الذين يستوفون المتطلبات التالية مؤهلون لخدمة منصب الرئيس.
- يجب أن يكون عضوًا في مجلس الشيوخ العام في كونغرس ولايات ميكرونيسيا المتحدة ويخدم لفترات مدتها أربع سنوات.
- يجب أن يكون مواطنًا من ولايات ميكرونيسيا المتحدة بالميلاد.
- يجب أن يكون مقيمًا في ولايات ميكرونيسيا المتحدة لمدة لا تقل عن 15 عامًا.

## الأدوار

### الأدوار الدستورية
- تنفيذ وتطبيق أحكام الدستور الوطني وقوانين ولايات ميكرونيسيا المتحدة.
- استقبال السفراء الأجانب وإدارة الشؤون الخارجية والدفاع الوطني.
- منح العفو والإفراج المشروط.
- تعيين السفراء.
- تعيين قضاة المحكمة العليا في ولايات ميكرونيسيا المتحدة والمحاكم الأخرى التي ينص عليها القانون.
- تعيين رؤساء الإدارات التنفيذية (مجلس الوزراء في ولايات ميكرونيسيا المتحدة).[4]

## الشعارات

شعار حكومة ولايات ميكرونيسيا المتحدة

## المقر
يقع مكتب رئيس ولايات ميكرونيسيا المتحدة في العاصمة الوطنية باليكير في ولاية بوهنبي.

## قائمة الرؤساء
تاريخ شاغلي المنصب هو كما يلي:
الحالة
| الرقم | الصورة      | الاسم (الميلاد–الوفاة)        | الانتخابات | فترة المنصب   | فترة المنصب   | فترة المنصب       | الحزب السياسي |
| الرقم | الصورة      | الاسم (الميلاد–الوفاة)        | الانتخابات | بداية المنصب  | نهاية المنصب  | المدة في المنصب   | الحزب السياسي |
| ----- | ----------- | ----------------------------- | ---------- | ------------- | ------------- | ----------------- | ------------- |
| 1     |             | توسيو ناكاياما (1931–2007)    | 1979 1983  | 11 مايو 1979  | 11 مايو 1987  | 8 سنوات           | مستقل         |
| 2     |             | جون هاجليغام (1949–2024)      | 1987       | 11 مايو 1987  | 11 مايو 1991  | 4 سنوات           | مستقل         |
| 3     |             | بيلي أولتر (1933–1999)        | 1991 1995  | 11 مايو 1991  | 8 نوفمبر 1996 | 5 سنوات، 181 يومًا | مستقل         |
| —     |             | جاكوب نينا (1941–2022)        | —          | 8 نوفمبر 1996 | 8 مايو 1997   | 181 يومًا          | مستقل         |
| 4     | 8 مايو 1997 | جاكوب نينا (1941–2022)        | —          | 11 مايو 1999  | سنتان، 3 أيام |                   | مستقل         |
| 5     |             | ليو فالكام (1935–2018)        | 1999       | 11 مايو 1999  | 11 مايو 2003  | 4 سنوات           | مستقل         |
| 6     |             | جوزيف أوروسيمال (مواليد 1951) | 2003       | 11 مايو 2003  | 11 مايو 2007  | 4 سنوات           | مستقل         |
| 7     |             | ماني موري (مواليد 1949)       | 2007 2011  | 11 مايو 2007  | 11 مايو 2015  | 8 سنوات           | مستقل         |
| 8     |             | بيتر كريستيان (مواليد 1947)   | 2015       | 11 مايو 2015  | 11 مايو 2019  | 4 سنوات           | مستقل         |
| 9     |             | ديفيد بانويلو (مواليد 1963)   | 2019       | 11 مايو 2019  | 11 مايو 2023  | 4 سنوات           | مستقل         |
| 10    |             | ويسلي سيمينا (مواليد 1961)    | 2023       | 11 مايو 2023  | شاغل المنصب   | 1 سنة و315 أيام   | مستقل         |

## روابط خارجية
- رئيس ولايات ميكرونيسيا المتحدة نسخة محفوظة 13 مايو 2019 على موقع واي باك مشين. (الموقع الرسمي)